# Geografia del Molise

Superficie del Molise per zone altimetriche

Il Molise è una regione dell'Italia meridionale, prevalentemente montuosa e priva di pianure.
Il Molise è la 19º (penultima) regione italiana per grandezza (4.438 km²), ma nonostante ciò confina con tante regioni quante la Lombardia; esso confina infatti con l'Abruzzo a Nord, con il Lazio a Ovest, con la Campania a Sud e con la Puglia a Sud-Est. Il Molise viene bagnato dal Mar Adriatico a Nord-est per un breve tratto.
La regione possiede circa 290.000 abitanti e ha una discreta densità, essa ha infatti circa 72 ab/km².

## Idrografia

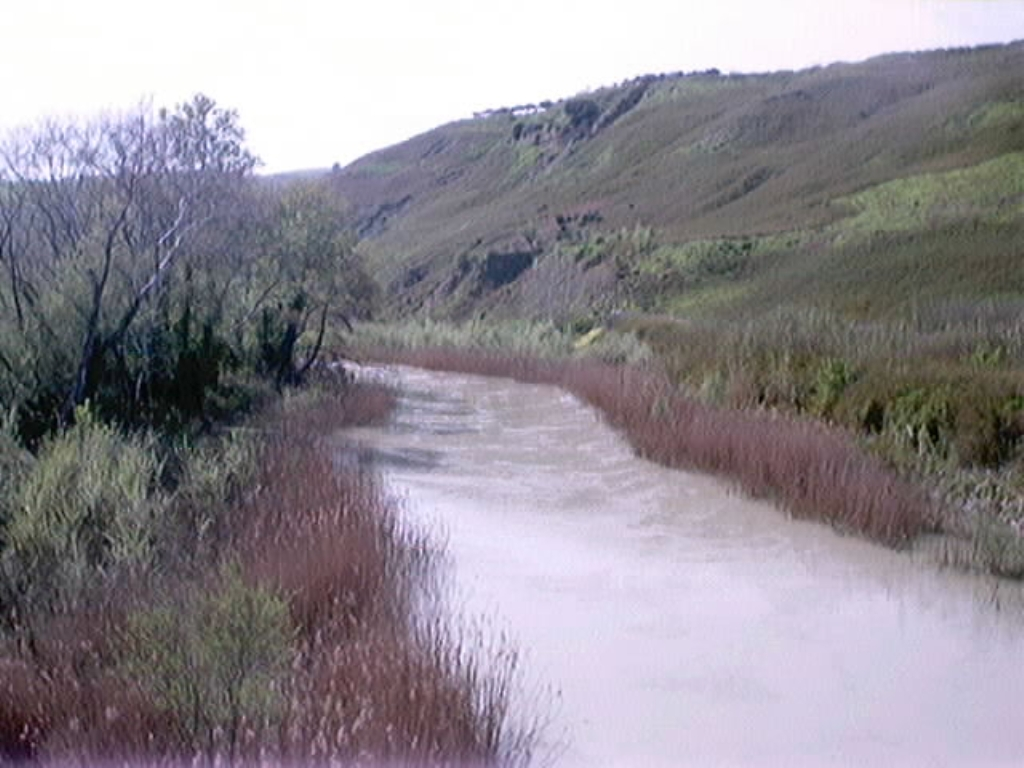
Il Biferno nella zona collinare dopo-Matese

### Fiumi
I fiumi interamente molisani non superano la soglia dei 90 km di lunghezza e nascono quasi tutti dal Matese nell'occidente, per poi sfociare nelle coste adriatiche.
Il fiume principale del Molise è il Biferno, il più lungo (85 km) e col bacino idrografico più grande della piccola regione. Nasce come quasi tutti i fiumi o torrenti molisani dal Matese e sfocia in un piccolo delta nell'Adriatico immettendogli detriti.
Il Trigno è il secondo fiume per lunghezza del Molise (84 km) e anch'esso sfocia nell'Adriatico così come il Fortore altro piccolo fiume molisano sfociante nella parte pugliese del mare interno del Mar Mediterraneo.
Altro discorso lo meritano i fiumi che attraversano il Molise, ovvero che nascono e sfociano in altre regioni come il Sangro o il Volturno che è il più importante fiume del Mezzogiorno passante per un breve tratto in Molise.
I pochi fiumi che attraversano la regione sono brevi e a carattere torrentizio.
Il principale è il Biferno, che è stato sbarrato da una diga per creare il lago artificiale di Guardialfiera, molto importante per la produzione di energia idroelettrica.

### Laghi
Il Molise non è ricco di laghi, infatti sulla superficie della regione ne sono presenti solamente tre, il Lago di Occhito, il lago di Guardialfiera e il lago di Castel San Vincenzo (IS), anch'esso molto esteso.

### Costa

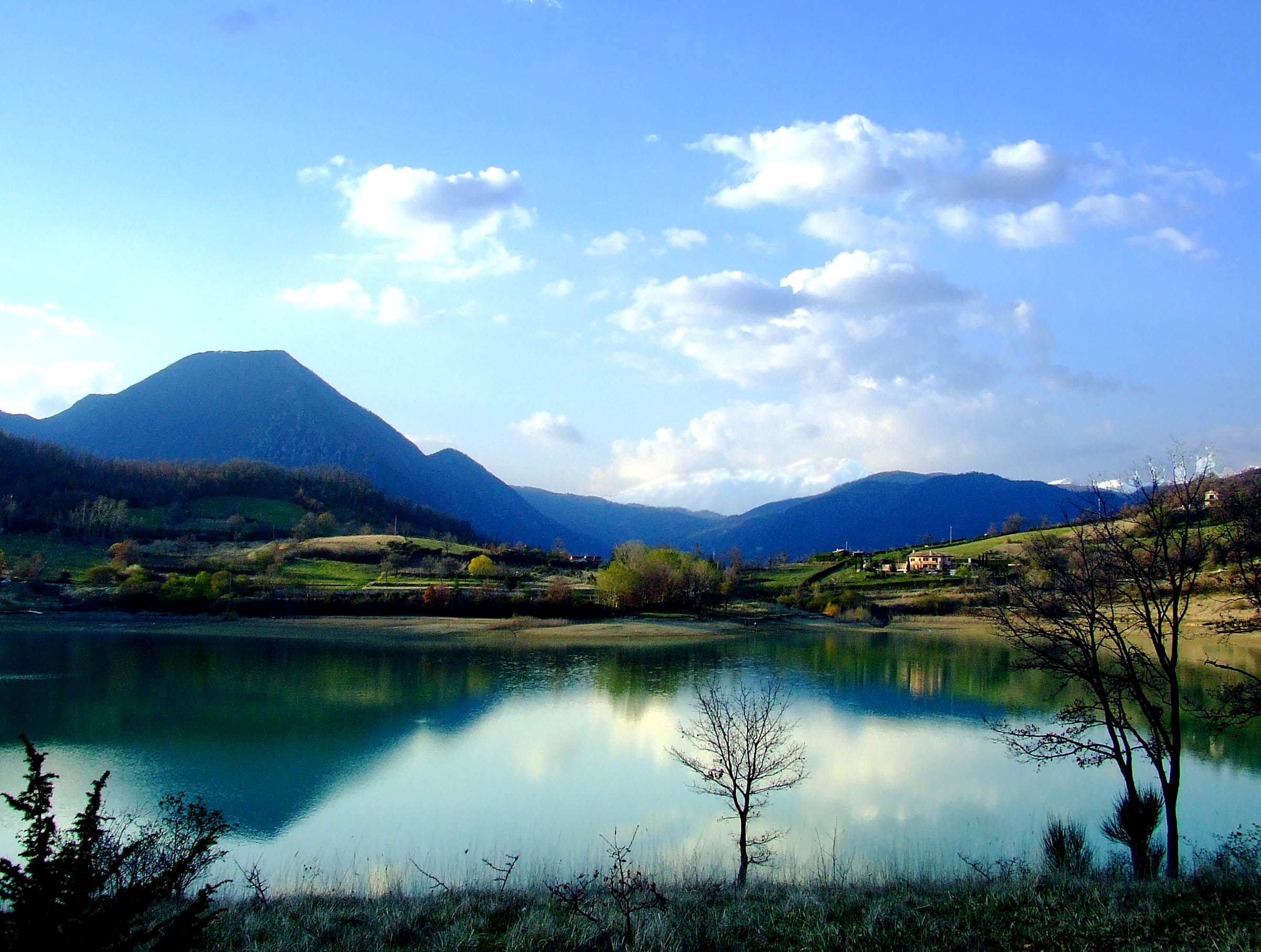
Il piccolo lago di Castel San Vincenzo nel Parco nazionale d'Abruzzo, Lazio e Molise

La breve costa del Molise è affacciata sul Mar Adriatico. Lungo di essa si trova l'unica area pianeggiante della regione. La costa è quasi interamente occupata dalle foci dei fiumi che nascono sul Matese e vi sorgono per località turistiche balneari, la principale delle quali è Termoli, unica città lungo la costa molisana.

## Fauna e Flora
Il Molise è una regione ricca di boschi di latifoglie e sempreverdi soprattutto nella parte montuosa, a Occidente del Molise. La piccola regione ha inoltre una grande biodiversità poiché ha diversi tipi di ambienti come l'alta montagna, le colline, le coste, i fiumi, i laghi. Nella regione sono presenti quindi varie associazioni ambientaliste come il WWF, il LIPU e anche l'UNESCO si è interessata spesso al patrimonio ambientalistico molisano. Molte sono le oasi protette da queste associazioni e parchi regionali o nazionali tra i quali ricordiamo i più importanti come la Riserva naturale Montedimezzo (IS), il Parco nazionale d'Abruzzo, Lazio e Molise (IS), e l'Oasi di Bosco Casale (CB).

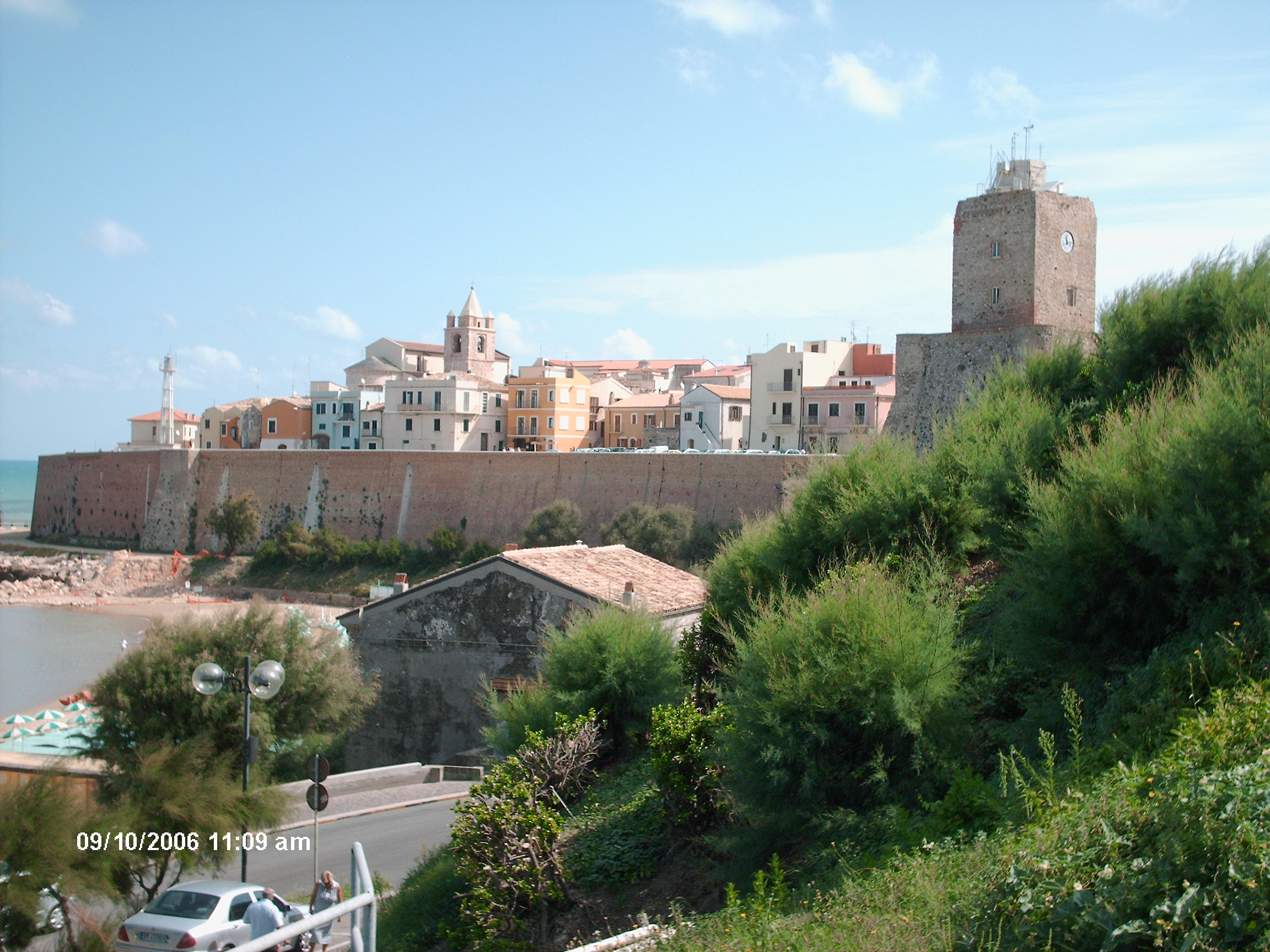
Vegetazione mediterranea sulle coste adriatiche di Termoli

### Fauna
La fauna si distribuisce in modo omogeneo in tutta la regione del Molise. Varie sono le specie mammifere che abitano nella regione come il lupo, il daino, il cervo, il capriolo, il coniglio, la volpe, la lince la lontra e in particolare l'orso bruno marsicano considerato specie protetta. Il Molise è ricco anche di fauna aviaria, molti sono gli uccelli stanzianti o migratori presenti nella regione, ad esempio il falco, la ghiandaia, il gheppio, la coturnice e l'aquila reale.

### Flora
La flora molisana è caratterizzata da diversi tipi di alberi sulle coste infatti abbondano le palme mentre sulle cime dei monti sono presenti numerosi abeti. La macchia verde molisana è concentrata nella zona collino-montuosa dove sono presenti varie specie di alberi come gli Ornielli, i faggi, sorbi, gli aceri, i meli selvatici e i ciliegi. Tra i fiori principali si ricordano l'astro alpino, il Riccio di Dama e la Scarpetta di Venere.
Clima
Sebbene il Molise sia una piccola regione, ha diversi tipi di clima sulla sua superficie. Nell'Ovest il 100% del territorio molisano è montuoso e il clima sopra gli 800 m s.l.m. è di tipo temperato freddo tipico clima montano che mantiene fresche le temperature del posto rendendo l'estate tiepida e sopportabile e inverni rigidi e nevosi incrementando così il turismo bianco. Nell'est della regione il clima è diverso, è infatti presente un clima di tipo mediterraneo con estati calde-temperate ed inverni freschi.